# Puta falta de sacanagem
Puta falta de sacanagem é um meme da Internet que surgiu no Brasil em 2010. Originou-se de uma sessão de autógrafos da banda Restart que, devido ao inesperado excesso de fãs no local, foi cancelada, gerando um clima de revolta e criando tumulto. Nesse contexto, uma repórter da Folha de S.Paulo foi ao evento entrevistar em vídeo os participantes, sendo uma delas Georgia Massa, que, nervosa, se confundiu e disse que o cancelamento havia sido uma "puta falta de sacanagem".
A frase, junta a outras como "Vou xingar muito no Twitter", se tornou popular na Internet e foi notada pelo próprio Restart, que apresentou uma música em homenagem ao episódio. Posteriormente, Georgia e outros fãs que participavam do evento cancelado foram chamados para assistir ao seu show. Apesar de uma parcela de fãs ter abraçado o meme, outra parcela criou aversão à entrevistada. "Puta falta de sacanagem" é citado como um dos motivos pelo sucesso do Restart e impulsionou sua notoriedade online. Considerado um dos maiores memes do ano e da década, foi indicado ao MTV Video Music Brasil 2010 na categoria Web Hit.

## Origem

### Evento

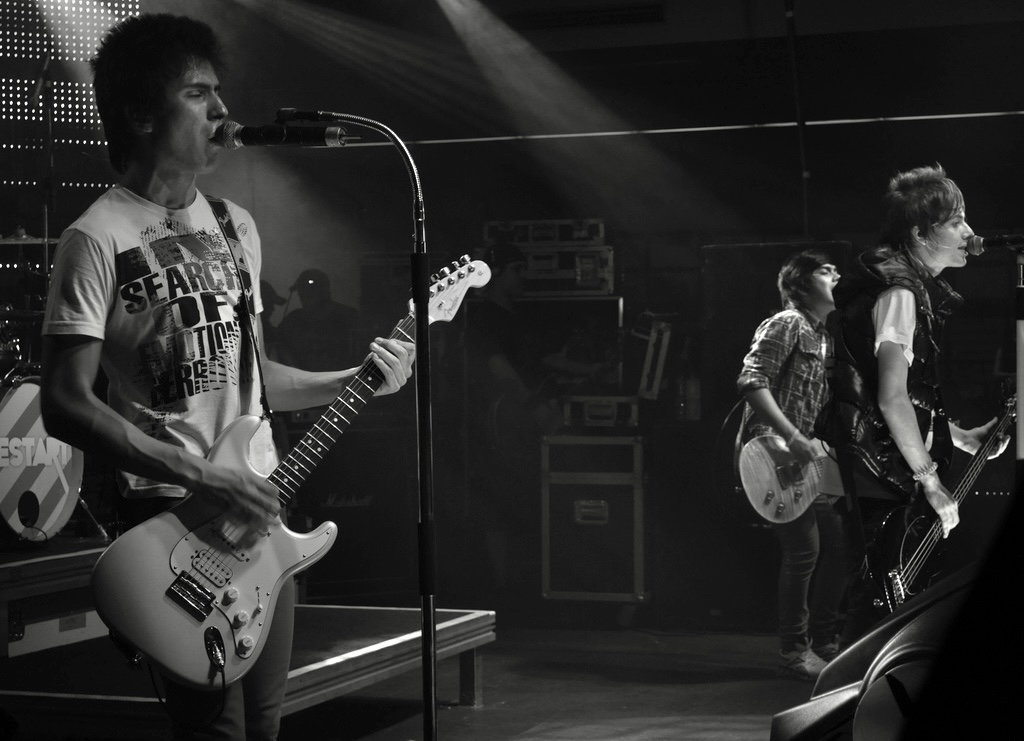
Restart se apresentando em 2010.

No dia 28 de abril de 2010, às 19h (UTC−3), ocorreria uma sessão de autógrafos e um pequeno show da banda brasileira Restart em uma biblioteca Fnac, na Avenida Paulista, em São Paulo. Uma das intenções da banda era promover seu álbum homônimo de estreia.:29 A organização do evento planejou distribuir 250 pulseiras para os jovens que queriam conhecer a banda. No entanto, há estimativas de que o número total de adolescentes chegou a três mil pessoas.:29 Como o público no local foi maior que o esperado, a livraria cancelou o evento pouco antes de seu início, alegando que se tratava de uma medida de segurança.
Tal notícia criou um clima de revolta entre os fãs, tanto entre os que tinham permissão para entrar (com pulseira) quanto aqueles que queriam entrar a qualquer custo; alguns desses fãs estavam na fila desde a madrugada. Houve críticas à falta de comunicação do evento, pois muitas pessoas não sabiam que seria necessário ter uma pulseira para participar. A biblioteca costumava ter doze seguranças e, mesmo dobrando esse número antes do início do evento, o tumulto gerado pelo anúncio do cancelamento só conseguiu ser contido com o apoio da Polícia Militar.
Posteriormente, a banda publicou em seu Twitter uma nota de desculpas, dizendo: "Pedimos desculpas a todas as pessoas que foram até lá e infelizmente não conseguiram estar com a gente. Nossa maior vontade era poder estar lá com vocês, mas não podemos arcar nunca com a falta de segurança que vocês merecem".

### Vídeo daFolha de S.Paulo
Em meio ao tumulto, Inara Chayamiti, videorrepórter da Folha de S.Paulo, foi ao local entrevistar em vídeo os fãs que participariam do evento. Uma delas era Georgia Massa, na época com 16 anos. Nervosa e chorando, confundiu as frases "puta sacanagem" e "falta de respeito", dizendo: "Acho [o cancelamento] uma puta falta de sacanagem com o pessoal aqui, que está passando mal. Estou sem comer, estou passando mal". Em entrevista, justificou a confusão: "Estava nervosa. Tinha empurra-empurra, e eu já estava tonta. Quis dizer que era uma puta falta de consideração". Georgia disse que não se considerava fã de Restart: "A minha amiga decidiu comprar um CD da banda Restart e quis ir à sessão de autógrafos que aconteceria naquele dia. Eu fui junto, somente para acompanhá-la". Outras frases da entrevista que tiveram repercussão incluem "Vou xingar muito no Twitter" e "Restart não presta mais", ditas por Luis Carlos Marinho, que aguardava desde a manhã e estava indignado com o cancelamento; e "A 'Família Restart' não vai deixar barato".

## Repercussão e resposta

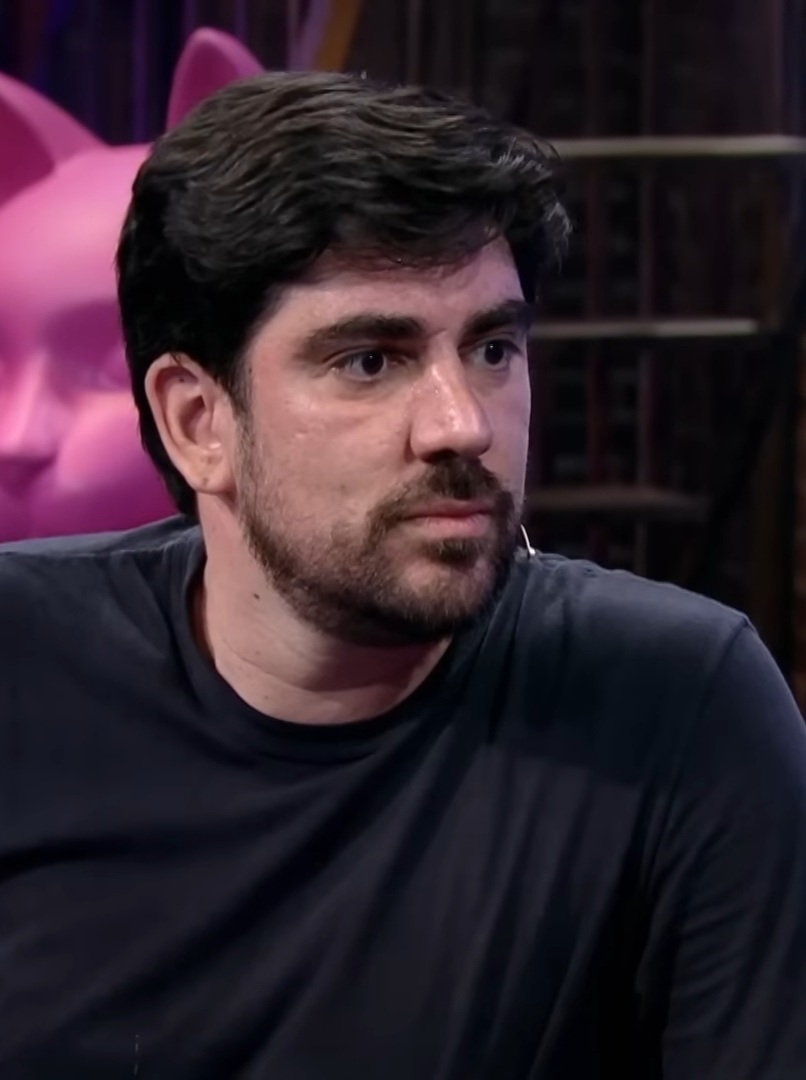
Marcelo Adnet (na imagem) e Restart cantaram uma música em referência ao episódio.

Pouco tempo após a publicação da entrevista pela Folha de S.Paulo, "Puta falta de sacanagem" entrou para os Trending Topics do Twitter, sendo um dos assuntos mais comentados da plataforma na época, e inspirou vários tipos de montagens na Internet, incluindo remixes musicais, reedições e montagens focando nos erros das falas dos entrevistados. Diversos programas de comédia veicularam a entrevista original, como o Custe o Que Custar (CQC), da Rede Bandeirantes, bem como sites de humor, sendo que um blog foi nomeado em homenagem ao meme. A frase também passou a ser utilizada na vida real, diante de situações de injustiça.
Georgia declarou que, apesar de se envergonhar no início, decidiu aproveitar a fama, e apareceu em programas de televisão.:117 Ela descobriu a repercussão do vídeo ao acessar o YouTube e perceber que estava entre os vídeos de maior destaque, e adicionou: "Quando a minha mãe viu aquilo, ficou muito brava. Eu não havia contado sobre o vídeo, mas quando ela descobriu, me deu uma bronca". No dia 13 de maio, o Restart riu da situação no canal MTV Brasil e cantou uma música com Marcelo Adnet em referência ao episódio. Fãs da banda que estavam presentes no evento de autógrafos foram convidados para seu show Happy Rock Sunday, também em São Paulo. Georgia Massa foi chamada pelo grupo para "receber o carinho do público" durante a apresentação e ganhou uma camiseta com o bordão estampado. Ela comentou: "As fãs me xingavam da plateia, não sei por quê", mas disse: "Conheci os meninos. Foi um sonho".
A propagação do meme se iniciou por trolls,:117 já que existia um preconceito adolescente com os fãs do Restart. Sendo assim, as pessoas entrevistadas receberam críticas. Eventualmente, uma parcela de fãs da banda abraçou a frase por achá-la engraçada e, principalmente, porque não manchou a imagem do grupo.:117 Outra parcela, no entanto, criou uma aversão a Georgia, pois teriam ficado com ciúme de não terem a mesma chance de se aproximar ao Restart. Georgia disse que, apesar de passar a ser reconhecida nas ruas, também começou a receber xingamentos e críticas frequentemente, e comentou um evento onde diversos adolescentes, provavelmente fãs de Restart, apareceram em frente à portaria do prédio em que morava: "Parecia que queriam me bater ou brigar comigo". Em uma ocasião, o próprio Restart gravou um vídeo pedindo para que parassem de assediar a adolescente.

## Legado
A repercussão online do Restart foi um dos principais motivos de seu sucesso, sendo que "Puta falta de sacanagem" impulsionou tal repercussão.:29 O meme ajudou a banda a ficar popular nacionalmente; segundo Georgia, "o empresário deles na época me disse que eu fiz o sucesso do grupo com a minha frase. Isso foi real, porque era uma banda pequena, que logo ficou famosa por conta de uma coisa que eu falei". O vocalista Pe Lanza disse que o evento ajudou no sucesso da banda: "Os acontecimentos daquele dia geraram a curiosidade do público em saber quem eram aqueles garotos que causavam tanta histeria no público juvenil. Óbvio que o cunho humorístico que deram aos depoimentos dos fãs ajudou bastante. Isso não tem como negar".
Inara Chayamiti, que gravou a entrevista à Folha de S.Paulo, escreveu em dezembro de 2010: "A frase embaralhada de uma única fã em um momento de estresse se tornou a melhor forma de expressar a revolta sem perder o humor contra qualquer coisa a qualquer hora — são 3h30 da madrugada de uma segunda e tem gente indignada e conectada que diz: '#putafaltadesacanagem'", e completou: "Um pretinho básico entre os memes, um clássico". Foi considerado um dos principais fenômenos brasileiros de 2010, sendo indicado ao MTV Video Music Brasil daquele ano na categoria Web Hit, embora perdendo para a paródia "Justin Biba". Em votação promovida pela Tec, a seção de tecnologia da Folha de S.Paulo, "Puta falta de sacanagem" ficou em segundo lugar na categoria de meme brasileiro do ano, atrás de "Cala a boca, Galvão". No mesmo ano, entrou na lista dos "20 virais mais amados do YouTube" da Super. Mesmo com o fim do Restart em 2015, o meme continua sendo utilizado, e foi citado no livro de 2017 Os 198 Maiores Memes Brasileiros que Você Respeita, de Kleyson Barbosa. Em 2019, o Estadão inseriu "Puta falta de sacanagem" na sua lista de "50 memes que marcaram os anos 2010". Foi discutido em trabalhos acadêmicos.